# Нагороди Австро-Угорської імперії (список)
Нагороди Австро-Угорської імперії (список) — перелік орденів, медалей та відзнак Австро-Угорщини у порядку старшинства нагороди.
|  | Стрічка     | Назва | Дата започаткування |
|  | ----------- | --- | ------------------- |
|  |             | Орден Золотого Руна нім. Orden vom Goldenen Vlies | 10 січня 1430 р.    |
|  |             | Благородний дамський орден Зоряного хреста нім. Hochadeliger Frauenzimmer-Sternkreuzorden | 18 вересня 1668 р.  |
|  |             | Великий хрест Військового ордена Марії Терезії нім. Grosskreuz des Militär-Maria Theresien-Ordens | 1758 р.             |
|  |             | Великий хрест угорського ордена Св. Стефана угор. Grosskreuz des ungarischen St. Stephan-Ordens | 1764 р.             |
|  |             | Хрест військових заслуг І ступеня нім. Militärverdienstkreuz 1. Klasse | 1849 р.             |
|  |             | Великий хрест австрійського ордена Леопольда нім. Grosskreuz des österreichischen Leopold-Ordens | 1808 р.             |
|  |             | Австрійський орден Залізної Корони І ступеня нім. 1. Klasse des österreichischen Ordens der Eisernen Krone                                                                                                 | 1815 р.             |
|  |             | Великий хрест австрійського ордена Франца Йосифа нім. Grosskreuz des österreichischen Franz Joseph-Ordens                                                                                                  | 1849 р.             |
|  |             | Командорський хрест Військового ордена Марії Терезії нім. Kommandeurkreuz des Militär-Maria Theresien-Ordens                                                                                               | 1765 р.             |
|  |             | Командорський хрест угорського ордена Св. Стефана угор. Magyar Királyi Szent István-rend | 1764 р.             |
|  |             | Хрест військових заслуг ІІ ступеня нім. Militärverdienstkreuz 2. Klasse | 1849 р.             |
|  |             | Командорський хрест австрійського ордена Леопольда нім. Kommandeurkreuz des österreichischen Leopold-Ordens                                                                                                | 1808 р.             |
|  |             | Австрійський орден Залізної Корони ІІ ступеня нім. 2. Klasse des österreichischen Ordens der Eisernen Krone                                                                                                | 1815 р.             |
|  |             | Командорський хрест австрійського ордена Франца Йосифа з зіркою нім. Kommandeurkreuz des österreichischen Franz Joseph-Ordens mit dem Sterne                                                               | 1869 р.             |
|  |             | Командорський хрест австрійського ордена Франца Йосифа нім. Kommandeurkreuz des österreichischen Franz Joseph-Ordens                                                                                       | 1849 р.             |
|  |             | Лицарський хрест Військового ордена Марії Терезії нім. Ritterkreuz des Militär-Maria Theresien-Ordens | 1758 р.             |
|  |             | Лицарський хрест угорського ордена Св. Стефана нім. Kleinkreuz des ungarischen St. Stephan-Ordens | 1764 р.             |
|  |             | Лицарський хрест австрійського ордена Леопольда нім. Ritterkreuz des österreichischen Leopold-Ordens | 1808 р.             |
|  |             | Зірка заслуг Австрійського Червоного Хреста нім. Stern des Ehrenzeichens für Verdienste um das Rote Kreuz                                                                                                  | 1914 р.             |
|  |             | Офіцерський хрест австрійського ордена Франца Йосифа нім. Offizierskreuz des österreichischen Franz Joseph-Ordens                                                                                          | 1901 р.             |
|  |             | Австрійський орден Залізної Корони ІІІ ступеня нім. 3. Klasse des Ordens des österreichischen Ordens der Eisernen Krone                                                                                    | 1815 р.             |
|  |             | Лицарський хрест австрійського ордена Франца Йосифа нім. Ritterkreuz des österreichischen Franz Joseph-Ordens                                                                                              | 1849 р.             |
|  |             | Хрест військових заслуг ІІІ ступеня нім. Militärverdienstkreuz 3. Klasse | 1849 р.             |
|  |             | Почесна відзнака 1-го класу Австрійського Червоного Хреста нім. Ordenszeihen 1. Klasse des Ehrenzeichens vom Roten Kreuz                                                                                   | 1914 р.             |
|  |             | Духовний хрест заслуг І ступеня на біло-червоній стрічці або на білій стрічці нім. Gestliches Verdienstkreuz 1. Klasse                                                                                     | 1911 р.             |
|  |             | Відзнака Військового фонду Єлизавети Терезії нім. Dekoration der Elisabeth Theresien-Militärstiftung | 1 квітня 1749 р.    |
|  |             | Пам'ятна відзнака фельдмаршала ерцгерцога Альбрехта нім. Erinnerungszeichen an Feldmarschall Erzherzog Albrecht                                                                                            | 21 травня 1899 р.   |
|  |             | Почесна відзнака в галузі мистецтва та науки (нім. Ehrenzeichen für Kunst und Wissenschaft) | 18 серпня 1887 р.   |
|  |             | Духовний хрест заслуг ІІ ступеня на біло-червоній стрічці або на білій стрічці нім. Gestliches Verdienstkreuz 2. Klasse am weissroten Bande                                                                | 1911 р.             |
|  |             | Велика медаль «За військові заслуги» нім. Grosse Militärverdienstmedaille | 1890 р.             |
|  |             | Срібна медаль «За військові заслуги» на стрічці Хреста військових заслуг нім. Silberne Militärverdienstmedaille am Bande des Militärverdienstkreuzes                                                       | 1890 р.             |
|  |             | Срібна медаль «За військові заслуги» на червоній стрічці нім. Silberne Militärverdienstmedaille am roten Bande                                                                                             | 1890 р.             |
|  |             | Бронзова медаль «За військові заслуги» на стрічці Хреста військових заслуг нім. Bronzene Militärverdienstmedaille am Bande des Militärverdienstkreuzes                                                     | 1890 р.             |
|  |             | Бронзова медаль «За військові заслуги» на червоній стрічці нім. Bronzene Militärverdienstmedaille am roten Bande                                                                                           | 1890 р.             |
|  |             | Золота медаль «За хоробрість» нім. Goldene Tapferkeitsmedaille | 1789 р.             |
|  |             | Золотий хрест заслуг з короною нім. Goldenes Verdienstkreuz mit der Krone | 1916 р.             |
|  |             | Військовий хрест «За громадянські заслуги» І ступеня нім. Kriegskreuz für Zivilverdienste I. Grades | 1915 р.             |
|  |             | Офіцерський почесний знак Австрійського Червоного Хреста нім. Offizierskreuz des Ehrenzeichens vom Roten Kreuz                                                                                             | 1914 р.             |
|  |             | Золотий хрест заслуг нім. Goldenes Verdienstkreuz | 1916 р.             |
|  |             | Срібна медаль «За хоробрість» І ступеня нім. Silberne Tapferkeitsmedaille 1. Klasse | 1789 р.             |
|  |             | Срібна медаль «За хоробрість» ІІ ступеня нім. Silberne Tapferkeitsmedaille 2. Klasse | 1789 р.             |
|  |             | Бронзова медаль «За хоробрість» нім. Bronzene Tapferkeitsmedaille | 1789 р.             |
|  |             | Срібний хрест заслуг з короною нім. Silbernes Verdienstkreuz mit der Krone | 1916 р.             |
|  |             | Срібний хрест заслуг нім. Silbernes Verdienstkreuz | 1916 р.             |
|  |             | Залізний хрест заслуг з короною нім. Eisernes Verdienstkreuz mit der Krone | 1916 р.             |
|  |             | Залізний хрест заслуг нім. Eisernes Verdienstkreuz | 1916 р.             |
|  |             | Військова медаль нім. Kriegsmedaille | 1873 р.             |
|  |             | Військовий хрест «За громадянські заслуги» ІІ ступеня нім. Kriegskreuz für Zivilverdienste II. Grades | 1915 р.             |
|  |             | Пам'ятна медаль «За війну 1864 р. проти Данії» нім. Erinnerungsmedaille an den Feldzug 1864 gegen Dänemark                                                                                                 | 1864 р.             |
|  |             | Пам'ятна медаль «За народну оборону Тіроля в 1848 р.» нім. Denkmünze an die Tiroler Landesverteidigung vom Jahre 1848                                                                                      | 1 жовтня 1849 р.    |
|  |             | Пам'ятна медаль «За народну оборону Тіроля в 1859 р.» нім. Denkmünze an die Tiroler Landesverteidigung vom Jahre 1859                                                                                      | 1859 р.             |
|  |             | Пам'ятна медаль «За народну оборону Тіроля в 1866 р.» нім. Denkmünze an die Tiroler Landesverteidigung vom Jahre 1866                                                                                      | 1866 р.             |
|  |             | Військовий хрест імператора Карла нім. Karl-Truppenkreuz | 1916 р.             |
|  |             | Військовий хрест «За громадянські заслуги» ІІІ ступеня нім. Kriegskreuz für Zivilverdienste III. Grades | 1915 р.             |
|  |             | Офіцерський хрест «За 50 років служби» І-го ступеня нім. Militärdienstzeichen 1. Klasse für Offiziere | 1849 р.             |
|  |             | Почесна медаль «За 40 років вірної служби» нім. Ehrenmedaille für 40-jährigetreue Dienste | 1898 р.             |
|  |             | Офіцерський хрест «За 40 років служби» ІІ ступеня нім. Militärdienstzeichen 2. Klasse für Offiziere | 1849 р.             |
|  |             | Офіцерський хрест «За 25 років служби» ІІІ ступеня нім. Militärdienstzeichen 3. Klasse für Offiziere | 1849 р.             |
|  |             | Почесна відзнака 2-го класу Австрійського Червоного Хреста нім. Ordenszeihen 2. Klasse des Ehrenzeichens vom Roten Kreuz                                                                                   | 1914 р.             |
|  |             | Хрест «За 24 роки служби» І ступеня нім. Militärdienstzeichen 1. Klasse für Mannschaft | 1849 р.             |
|  |             | Хрест «За 20 років служби» І ступеня нім. Militärdienstzeichen 1. Klasse für Mannschaft | 1849 р.             |
|  |             | Хрест «За 18 років служби» І ступеня нім. Militärdienstzeichen 1. Klasse für Mannschaft | 1849 р.             |
|  |             | Хрест «За 16 років служби» І ступеня нім. Militärdienstzeichen 1. Klasse für Mannschaft | 1849 р.             |
|  |             | Хрест «За 12 років служби» І ступеня нім. Militärdienstzeichen 1. Klasse für Mannschaft | 1849 р.             |
|  |             | Хрест «За 12 років служби» ІІ ступеня нім. Militärdienstzeichen 2. Klasse für Mannschaft | 1849 р.             |
|  |             | Хрест «За 10 років служби» І ступеня нім. Militärdienstzeichen 1. Klasse für Mannschaft | 1849 р.             |
|  |             | Хрест «За 8 років служби» ІІ ступеня нім. Militärdienstzeichen 2. Klasse für Mannschaft | 1849 р.             |
|  |             | Хрест «За 6 років служби» ІІІ ступеня нім. Militärdienstzeichen 3. Klasse für Mannschaft | 1849 р.             |
|  |             | Хрест «За службу» ІІІ ступеня нім. Militärdienstzeichen 3. Klasse für Mannschaft | 1849 р.             |
|  |             | Бронзова почесна відзнака «За 40 років бездоганної служби в корпусі ополчення» нім. Bronzenes Ehrenzeichen für vierzigjährige verdienst Mit gliedschaft bei einer landsturmpflichtigen Körperschaft        |                     |
|  |             | Бронзова почесна відзнака «За 25 років бездоганної служби в корпусі ополчення» нім. Bronzenes Ehrenzeichen für fünfundzwanzigjährige verdienst Mit gliedschaft bei einer landsturmpflichtigen Körperschaft |                     |
|  |             | Військовий хрест «За громадянські заслуги» IV ступеня нім. Kriegskreuz für Zivilverdienste IV. Grades | 1915 р.             |
|  |             | Срібна почесна медаль Австрійського Червоного Хреста нім. Silberne Ehrenzeichens vom Roten Kreuz | 1914 р.             |
|  |             | Золота придворна ювілейна медаль нім. Goldene Jubiläumshofmedaille | 1898 р.             |
|  |             | Золота ювілейна медаль для Збройних сил і жандармерії нім. Jubiläums-Erinnerungsmedaille für die bewaffnete Macht und die Gendarmerie                                                                      | 1898 р.             |
|  |             | Срібна придворна ювілейна медаль нім. Silberne Jubiläumshofmedaille | 1898 р.             |
|  |             | Бронзова придворна ювілейна медаль нім. Bronzene Jubiläumshofmedaille | 1898 р.             |
|  |             | Бронзова ювілейна медаль для Збройних сил і жандармерії нім. Jubiläums-Erinnerungsmedaille für die bewaffnete Macht und die Gendarmerie                                                                    | 1898 р.             |
|  |             | Бронзова ювілейна медаль для цивільних державних службовців нім. Jubiläums-Erinnerungsmedaille für Zivilstaatsbedienstete                                                                                  | 1898 р.             |
|  |             | Придворний ювілейний хрест нім. Jubiläums-Hofkreuz | 1908 р.             |
|  |             | Військовий ювілейний хрест нім. Militär-Jubiläumskreuz | 1908 р.             |
|  |             | Ювілейний хрест для цивільних державних службовців нім. Jubiläumskreuz für Zivilstaatsbedienstete | 1908 р.             |
|  | без стрічки | Орденська відзнака І ступеня Пам'ятного хреста імператора і короля Франца Йосифа нім. Erinnerungskreuz an Kaiser und König Franz Joseph I., Ordenszeichen I. Grades                                        | 1916 р.             |
|  | без стрічки | Орденська відзнака ІІ ступеня Пам'ятного хреста імператора і короля Франца Йосифа нім. Erinnerungskreuz an Kaiser und König Franz Joseph I., Ordenszeichen II. Grades                                      | 1916 р.             |
|  |             | Боснійсько-герцоговинська пам'ятна медаль нім. Bosnischhercegovinische Erinnerungsmedaille | 1909 р.             |
|  |             | Пам'ятний хрест 1912 – 1913 рр. нім. Erinnerungskreuz 1912–1913 | 1913 р.             |
|  |             | Пам'ятна медаль морського походу 1892 – 1893 рр. нім. Seereisedenkmünze 1892–1893 | 1893 р.             |
|  |             | Медаль «За поранення» (5 поранень) нім. Verwundetenmedaille für fünf Verwundungen | 1917 р.             |
|  |             | Медаль «За поранення» (4 поранення) нім. Verwundetenmedaille für vier Verwundungen | 1917 р.             |
|  |             | Медаль «За поранення» (3 поранення) нім. Verwundetenmedaille für drei Verwundungen | 1917 р.             |
|  |             | Медаль «За поранення» (2 поранення) нім. Verwundetenmedaille für zwei Verwundungen | 1917 р.             |
|  |             | Медаль «За поранення» (1 поранення) нім. Verwundetenmedaille für eine Verwundung | 1917 р.             |
|  |             | Медаль «За поранення» для інвалідів нім. Verwundetenmedaille für der Kriegsinvalide | 1917 р.             |
|  |             | Бронзова почесна медаль Австрійського Червоного Хреста нім. Bronzene Ehrenzeichens vom Roten Kreuz | 1914 р.             |
|  |             | Почесна медаль «За 25 років служби в добровольчій пожарній чи рятувальній команді» нім. Ehrenmedaille für 25-jährige verdienstvolle Tätigkeit auf dem Gebiete des Feurwehr- und Rettungswessens            | 1905 р.             |
|  |             | Почесний хрест Мальтійського ордену нім. Ehrenritterkreuz des Souveränen Malteserordens |                     |
|  |             | Почесний хрест Тевтонського ордену нім. Ehrenritterkreuz des Deutschen Ritterordens |                     |
|  |             | Знак лицарям Золотої шпори нім. Erinnerungszeichen für die Ritter vom Goldenen Sporn |                     |
|  |             | Лицарський маріанський хрест 1-го ступеня Тевтонського ордена нім. Marianerkreuz des Deutschen Ritterordens                                                                                                | 1871 р.             |
|  |             | Лицарський хрест Мальтійського ордену нім. Donatritterkreuz des Souveränen Malteserordens |                     |
|  |             | Маріанський хрест 2-го ступеня Тевтонського ордена нім. Marianerkreuz des Deutschen Ritterordens | 1871 р.             |
|  |             | Медаль празької міліції нім. Prager Buergerwehrmedaille von 1866 | 1866 р.             |

Іноземні нагороди носилися після державних у порядку особистого старшинства, проте по державній приналежності:
- Тоскана;
- Модена;
- Мексиканська імперія;

- Ватикан;

Далі — нагороди великих держав в алфавітному порядку:
- Німеччина;
- США;
- Франція;
- Велика Британія;
- Італія;
- Японія;
- Російська імперія;
- Османська імперія;

Після них ― нагороди малих держав в порядку нобілітету:
- королівств;
- великих герцогств;
- герцогств;
- князівств.

Допускалося, щоб іноземні нагороди носили перед австро-угорськими, але тільки у виняткових випадках на офіційних зустрічах з іноземними делегаціями, як знак особливої поваги. 